# داميان جودين
داميان جودين (بالفرنسية: Damien Gaudin)‏ ولد بتاريخ 20 أغسطس 1986 في فرنسا، هو دراج فرنسي. شارك في دورة الألعاب الأولمبية الصيفية.

## سجل النتائج

### المراكز
- حقق المركز الـ 5 في أربعة أيام من دونكيرك 2015

### سباقات أو مراحل فاز بها
| التاريخ        | السباق                      | المركز                      |
| -------------- | --------------------------- | --------------------------- |
| 03 يونيو 2007  | Paris–Roubaix Espoirs 2007  | الفائز في التصنيف العام     |
| 10 أبريل 2011  | سباق باريس روبيه 2011       | المرتبة 16 في التصنيف العام |
| 26 أغسطس 2012  | طواف الدنمارك 2012          | الخامس في التصنيف العام     |
| 02 سبتمبر 2012 | غروت بريجس جيف شيرنز 2012   | الثامن في التصنيف العام     |
| 17 مارس 2013   | شوليه باي دي لوار 2013      | الفائز في التصنيف العام     |
| 07 أبريل 2013  | سباق باريس روبيه 2013       | الخامس في التصنيف العام     |
| 03 مايو 2015   | Grand Prix de la Somme 2015 | الرابع في التصنيف العام     |
| 10 مايو 2015   | أربعة أيام من دونكيرك 2015  | الخامس في التصنيف العام     |
| 08 مايو 2016   | أربعة أيام من دونكيرك 2016  | السابع في التصنيف العام     |
| 26 مارس 2017   | تور دو نورماندي 2017        | الخامس في تصنيف النقاط      |
| 17 أبريل 2017  | ترو-برو ليون 2017           | الفائز في التصنيف العام     |

## روابط خارجية
- داميان جودين على موقع الاتحاد الدولي للدراجات (الإنجليزية)
- داميان جودين على موقع أرشيف الدراجات (الإنجليزية)
- داميان جودين على موقع إحصائيات الدراجات الإحترافية (الإنجليزية)
- داميان جودين على موقع نسبة الدراجات (الإنجليزية)
- داميان جودين على موقع CycleBase (الإنجليزية)
- داميان جودين على موقع اللجنة الأولمبية الدولية (الإنجليزية)
- داميان جودين على موقع أوليمبيديا (الإنجليزية)
- داميان جودين على موقع اللجنة الأولمبية الفرنسية (مؤرشف) (الفرنسية)